# Корд (хоккейный клуб)
«Корд» — хоккейная команда из города Щёкино. Основана в 1978 году на щёкинском производственном объединении «Химволокно». Выступала в первенстве СССР с 1979 по 1992 годы, в первенстве России с 1999 по 2004 годы.

## История
Спортивный клуб «Корд» основан в начале 1960-х годов. До 1978 года в клубе культивировался хоккей с мячом, и лишь в сезоне-1978/79 под названием «Корд» выступила команда по хоккею с шайбой, выиграв чемпионат Тульской области.
В следующем сезоне «Корд» заявили на первенство СССР в классе «Б». В 1979—1982 годах щёкинский клуб выступал в классе «Б» (четвёртый эшелон), а после расформирования последнего был переведён во вторую лигу первенства СССР (третий эшелон), где с переменным успехом выступал вплоть до сезона 1991/92 гг. Перед началом сезона-1992/93 было принято решение снять команду с соревнований по финансовым причинам. Ещё два года «Корд» выступал в чемпионате области, а затем и вовсе канул в небытие.
Но в сезоне-1998/99 щёкинский клуб появился среди участников чемпионата Тульской области, а в следующем — вновь принял участие в первенстве России во второй лиге. В 1999—2004 годах щёкинский клуб дважды завоёвывал право перейти в первую лигу, но по ряду причин был вынужден вновь остаться во второй. В сезоне-2004/05 «Корд» опять не смог заявиться на соревнования всероссийского масштаба по финансовым причинам (кризис ощущался ещё в конце сезона-2003/04, когда щёкинцы досрочно закончили турнир во второй лиге, не поехав на последние матчи кругового турнира в Кстово и Брянск).
В сезонах 2004/05-2006/07 гг. «Корд» — участник соревнований только областного масштаба. После областного чемпионата 2006/07 гг. щёкинский клуб прекратил существование. Преемником «Корда» стал хоккейный клуб «Тульский КОРД» (Тула), составленный из воспитанников тульского и щёкинского хоккея и выступающий в областных соревнованиях.
В ноябре 2020 года «Корд» возрождён и выступает на областном этапе Ночной хоккейной лиги.
Лучшим снайпером за всю историю команды является Николай Ащеулов, забросивший 155 шайб в ворота соперников (учитываются только матчи первенства страны).
В разные годы за «Корд» выступали известные хоккеисты Василий Спиридонов, Сергей Глухов, Виктор Вахрушев, Юрий Терёхин, Дмитрий Квартальнов, Станислав Романов, Александр Прокопьев.

## Достижения
«Корд» принял участие в 18 первенствах страны (1979/80 — 1981/82 — класс «Б» первенства СССР, 1982/83-1991/92 — вторая лига первенства СССР, 1999/2000 — 2003/04 — вторая лига первенства России). Лучший результат сезона — 4-е место (среди 19 команд) в зональном турнире второй лиги первенства СССР/СНГ (1991/92). Худший результат сезона — 8-е место (среди 8 команд) в зональном турнире второй лиги первенства России (1999/2000). Самая крупная победа — дома 14:1 с оленегорским «Горняком» (1981/82). Самое крупное поражение — на выезде 2:15 с ярославским «Торпедо» (1982/83). Самый результативный матч — на выезде 16:5 с оленегорским «Горняком» (1981/82).

## Женская команда
На базе клуба в 2001 году впервые в Тульской области была создана женская хоккейная команда. В неё вошли девушки, посещавшие матчи «Корда». Несмотря на то, что команда не участвовала в официальных соревнованиях, вратарь Наталья Панкина, выступая впоследствии за подмосковное «Торнадо», стала двукратной чемпионкой России.

## Тренеры
Указаны тренеры, которые работали с «Кордом» в первенствах СССР и России.
- 1979/80 — Лев Понтеленко
- 1980/81 — Рауф Булатов
- 1981/82 — Рауф Булатов
- 1982/83 — Рауф Булатов, Анатолий Козлов
- 1983/84 — Анатолий Козлов, Олег Гуданов
- 1984/85 — Олег Гуданов, Александр Сапёлкин
- 1985/86 — Александр Сапёлкин
- 1986/87 — Рашид Сайфутдинов (?)
- 1987/88 — Василий Спиридонов
- 1988/89 — Василий Спиридонов
- 1989/90 — Юрий Терёхин
- 1990/91 — Юрий Терёхин
- 1991/92 — Александр Зачёсов
- 1999/00 — Николай Шаршуков
- 2000/01 — Николай Шаршуков
- 2001/02 — Николай Шаршуков
- 2002/03 — Николай Шаршуков
- 2003/04 — Николай Шаршуков